# Доктрина Никсона
Доктрина Никсона (англ. Nixon Doctrine) была выдвинута президентом Никсоном 25 июля 1969 на пресс-конференции на острове Прокопаке. Согласно этой доктрине США обязывались и в дальнейшем участвовать в обеспечении обороны своих союзников и заявляли о своем праве определять масштабы, формы и сферы своего вмешательства в региональные события, руководствуясь своими национальными интересами. Одним из показателей поворота во внешней политике должно было стать постепенное выведение американских войск из Вьетнама. США должны были начать перекладывать мероприятия по обороне своих союзников на них самих. Помогать вести войну, но не воевать самостоятельно. В послании президента Никсона Конгрессу 18 февраля 1970 эта доктрина, относившаяся к угрозе расширения советского влияния в странах Азии, получила дальнейшее развитие как руководящий принцип политики США и в других регионах.